# Fernando Lewis
Fernando Lewis (L'Aia, 31 gennaio 1993) è un calciatore olandese, attaccante dello Zandvoort.

## Carriera
Nella stagione 2011-2012 gioca con l'AZ Alkmaar due partite in Eredivisie e una in UEFA Europa League. Torna a giocare nella massima serie del campionato olandese e nella seconda competizione internazionale per club nella stagione 2013-2014.